# Single
Single je osoba, která z různých důvodů, ať již dobrovolně či nedobrovolně volí nebo je donucena okolnostmi žít život o samotě, tedy bez partnera. Do této kategorie spadají relativně mladí lidé ve věku 25 až 40 let, kteří se rozhodli žít po delší dobu bez partnera proto, aby mohli rozvíjet jiné než rodinné životní strategie. Čeština zatím pro anglický termín singles nemá odpovídající český ekvivalent, dal by se přeložit jako nezadaní nebo bydlící sami. Sociolog Možný užívá termín „dobrovolná nepárovost“.

## Typologie
Charakteristické rysy:
- single je člověk starý dvacet pět až čtyřicet let
- single je ekonomicky nezávislý
- single žije sám
- single nežije ani „na hromádce“ s druhem či družkou (nekohabituje)
- single nemá konkrétní vize do budoucnosti a je s tímto stavem spokojen
- single klade na čelní příčku svého žebříčku hodnot nezávislost a svobodu

Autorem typologie, která je zaměřena na rozlišení, zda je životní styl osoby žijící single alternativou dobrovolnou či nikoli a zda se jedná o alternativu dočasnou nebo stabilní, je Stein. Vymezil následující kategorie:
- dobrovolní dočasní (svou párovou budoucnost neuzavírají, ale v současné době mají jiné priority)
- dobrovolní stabilní (zvolili dobrovolně a nemají touhu svůj stav měnit)
- nedobrovolní dočasní (nejsou spokojeni se svým stavem a intenzivně hledají partnera)
- nedobrovolní stabilní (rozvedení či ovdovělí, kteří akceptují nebo rezignovali na svůj stav)

## Zastoupení singles v populaci
Transformace společnosti v 90. letech 20. století znamenala nárůst svobodných lidí ve věku 20–29 let. V roce 1989 byl podíl svobodných v této věkové skupině 36 %, v roce 1999 již 61 %. Vysvětlení skýtá jak vytvoření prostoru pro svobodnou volbu životního stylu, tak růst životních nákladů a nákladů na děti. Potvrdil se také západní trend, že čím vyšší vzdělání muže, tím větší je pravděpodobnost, že se ožení, u žen je tomu naopak, nejvíce svobodných žen je mezi vysokoškolsky vzdělanými.
Ze sčítání lidu v roce 2001 vyplynulo, že v jednočlenných domácnostech žilo 15 % osob ve věku do 29 let, v roce 1961 to bylo 6 %.

## Studie
Výzkumnou studií pomocí polostandardizovaných rozhovorů s 39 osobami dosud nesezdanými, ekonomicky samostatnými provedl Tomášek.
Výzkum ukázal, že výrazná část sledovaného vzorku udržovala nějakou formu pravidelných, nebo i dlouhodobých vztahů, přestože se charakterizovali jako singles a byli ekonomicky samostatnými osobami. Tomášek uvádí tuto typologii vztahů:
1. vztah se ženatým, vdanou
2. vztah na dálku a nárazový vztah
3. víkendové manželství
4. otevřené vztahy
5. přítel/kyně do nepohody
6. hra na dokazování si

Z rozhovorů také vyplynulo, že neexistence dlouhodobého vztahu s vyhlídkou na založení rodiny není a priori cílem, ale jedná se spíše o následky komplexních změn, které v české společnosti nastaly v 90. letech minulého století.
Single život může být přínosnější než manželství. Lidé jsou šťastnější s přáteli než s členy rodiny.

## Terminologie
Starší muž „single“ je v češtině nazýván "starý mládenec", v angličtině bachelor. Starší žena „ single“ je v češtině nazývána „stará panna“ nebo „ slečna“ v angličtině bachelorette.

## Kulturní odkazy
- Sex ve městě – seriál o čtyřech samostatných ženách, žijících v New Yorku
- Přátelé – seriál o skupině přátel a jejich vztazích
- Ally McBealová – seriál o 28leté svobodné právničce